# Timo Airaksinen
Timo Airaksinen, född 25 april 1947 i Vasa, är en finländsk filosof.
Airaksinen blev filosofie doktor 1975. Han var assistent i teoretisk och praktisk filosofi vid Åbo universitet 1972–1983 samt blev professor i praktisk filosofi vid Helsingfors universitet 1983.
Han har undersökt den liberalistiska samhällssynen ur filosofisk synvinkel, forskat kring moralfrågor i relation till kropp och kön samt granskat välfärdssamhället och försökt utveckla en normativ begreppsapparat för att göra debatten om klyftorna i välfärdssamhället klarare. Bland hans arbeten märks Moraalifilosofia (1987), Ethics of coercion and authority (1988), Of glamor, sex and De Sade (1991), Minuuden rakentajat (1999), New ethics - new society or the dawn of justice (2000), Rakkauden vangit (2001) och Tekniikan suuret kertomukset (2003). 